# おじか型巡視船 (初代)
おじか型巡視船（おじかがたじゅんしせん、英語: Ojika-class patrol vessel）は海上保安庁の巡視船。公称船型は旧海軍海防艦型。いずれも、日振型海防艦および準同型艦である鵜来型海防艦を巡視船として再就役させたものである。

## 来歴
気象レーダーや気象衛星の体制が整備される以前は、地上気象観測が難しい外洋域においては、気象観測船による気象観測が行われてきた。連合国軍占領下の日本においても、アメリカ当局からの要請で日本周辺の観測が求められ、経費の大半をアメリカが負担するかたちで、運輸省中央気象台により、1947年より北方定点（X点; 塩釜の東方約1,000キロ）、1948年からは更に南方定点（P点; 室戸岬の南方約500キロ）の観測が開始された。
これらの観測業務にあたる気象観測船としては、1947年の開始当初は中央気象台が戦前から運用してきた凌風丸のみが用いられていたが、1948年からは、第二復員省で復員輸送・掃海活動に従事していた海防艦4隻（生名，竹生，鵜來，新南）が加わった。更に1950年には、米軍の連絡船として用いられたのちに保管艦扱いとなっていた志賀も参加した。
サンフランシスコ平和条約発効後の1953年11月、アメリカ側からの財政支援が打ち切られたこともあり、同年で、定点観測はいったん打ち切りとなった。しかしこのうち南方定点については、日本としても台風や梅雨前線の観測上不可欠であったことから、のちに改めて独力での観測続行が決定された。この体制改編に伴い、1954年1月、海防艦5隻はそろって海上保安庁に移籍し、巡視船としての籍を与えられた。これが本型である。

## 運用
本型は、中央気象台より引き継いだ定点気象観測任務を継続するとともに、揺籃期の海上保安庁において長距離救難の一翼を担って活躍した。巡視船として再就役した時点では非武装だったが、この時期、アメリカ極東海軍より兵装の貸与（のちに供与へ切り替え）が開始されていたこともあり、のちに他の大型・中型巡視船と同様にMk.22 3インチ単装緩射砲などの兵装を搭載している。
また「こじま」は、第二復員省時代に米軍の連絡船として徴用されていた際に居住設備を強化されていたことから、特に海上保安大学校の練習船として遠洋航海などに用いられた。しかしもともと戦時急造艦としての性格があり、定点気象観測において荒天下で酷使されていたことや巡視船艇勢力の充実もあって、1960年代中盤に相次いで解役された。
その後、「つがる」は石油開発公団の宿泊船として、1971年までボルネオ島において運用されていた。また「こじま」は千葉市に払い下げられて海洋公民館として活用されていたが、建築基準法並びに消防法に適合しないことが判明して1993年（平成5年）4月1日に休館した。太平洋戦争に従軍した艦としては最後の現存戦闘艦艇であったことから、「文化遺産こじまを保存する会」を中心に保存を求める署名運動が行なわれ、1万人以上の解体反対署名が寄せられたが、1998年（平成10年）、老朽化や保存コストを理由として解体撤去された。
| 大日本帝国海軍 | 大日本帝国海軍 | 大日本帝国海軍     | 大日本帝国海軍 | 海上保安庁 | 海上保安庁 | 海上保安庁   | 海上保安庁                                          | 海上保安庁     |
| 元艦級         | 艦名           | 造船所             | 竣工           | #          | 船名       | 就役         | 配属                                                | 解役           |
| -------------- | -------------- | ------------------ | -------------- | ---------- | ---------- | ------------ | --------------------------------------------------- | -------------- |
| 日振型         | 生名           | 日立造船桜島造船所 | 1944年10月15日 | PL-102     | おじか     | 1954年1月1日 | 塩釜 (第二管区)                                     | 1963年5月25日  |
| 鵜来型         | 竹生           | 浦賀船渠           | 1944年12月31日 | PL-103     | あつみ     | 1954年1月1日 | 横浜 (第三管区)                                     | 1962年4月10日  |
| 鵜来型         | 鵜來           | 日本鋼管鶴見造船所 | 1944年6月5日   | PL-104     | さつま     | 1954年1月1日 | 鹿児島 (第十管区)                                   | 1965年11月24日 |
| 鵜来型         | 新南           | 浦賀船渠           | 1944年10月21日 | PL-105     | つがる     | 1954年1月1日 | 舞鶴 (第八管区)→ 釧路 (第一管区)→ 鹿児島 (第十管区) | 1966年6月3日   |
| 鵜来型         | 志賀           | 佐世保海軍工廠     | 1945年3月20日  | PL-106     | こじま     | 1954年1月1日 | 呉 (第六管区)                                       | 1964年5月6日   |

## 登場作品
『モスラ』
「さつま」が登場。インファント島調査隊を目的地の近海まで輸送する。
海上保安庁の全面協力により、撮影には実物が使用されている。